# Kanton Quetena Grande
Der Kanton Quetena Grande ist ein Gemeindebezirk im Departamento Potosí im südamerikanischen Anden-Staat Bolivien.

## Lage im Nahraum
Der Cantón Quetena Grande ist einer von drei Kantonen in dem Municipio San Pablo de Lípez in der Provinz Sur Lípez. Der Kanton liegt im äußersten Südwesten Boliviens, er grenzt im Norden an die Provinz Nor Lípez, im Westen und Süden an die Republik Chile, im Südosten an die Republik Argentinien, im Osten an das Municipio San Antonio de Esmoruco und im Nordosten an den Kanton San Antonio de Lípez.
Der Kanton erstreckt sich zwischen etwa 21° 58' und 22° 54' südlicher Breite und 66° 57' und 68° 02' westlicher Länge, er misst von Norden nach Süden bis zu 100 Kilometer, von Westen nach Osten bis zu 110 Kilometer. In dem Kanton gibt es nur fünf Gemeinden, der zentrale Ort ist Quetena Grande im nordöstlichen Teil des Kantons mit 140 Einwohnern, bevölkerungsreichste Ortschaft ist Peña Barrosa (Quetena Chico) mit 373 Einwohnern (Volkszählung 2001). Die mittlere Höhe des Kantons ist 4700 m.

## Geographie
Der Kanton Quetena Grande liegt in der Cordillera de Lípez, die den bolivianischen Altiplano nach Süden hin begrenzt. Das Klima der Region ist semiarid und ein typisches Tageszeitenklima; bei dem die mittleren Temperaturschwankungen im Tagesverlauf deutlicher ausfallen als im Ablauf der Jahreszeiten.
Die Jahresdurchschnittstemperatur in den Talauen der Region liegt bei etwa 6 °C (siehe Klimadiagramm Quetena Grande), die Monatsdurchschnittstemperaturen schwanken nur unwesentlich zwischen gut 1 °C im Juni/Juli und knapp 9 °C im Dezember/Januar. Der Jahresniederschlag ist mit 127 mm sehr niedrig, er liegt von April bis Oktober bei weniger als 5 mm Monatsdurchschnitt, nur in den Südsommermonaten Januar und Februar fallen nennenswerte Niederschläge.

## Bevölkerung
Die Einwohnerzahl in dem Kanton ist zwischen den letzten beiden Volkszählungen leicht zurückgegangen, Daten für die Volkszählung von 2012 liegen noch nicht vor:
| Jahr | Einwohner | Quelle           |
| ---- | --------- | ---------------- |
| 1992 | 652       | Volkszählung     |
| 2001 | 621       | Volkszählung     |
| 2012 | .         | noch keine Daten |

Die Bevölkerungsdichte des Municipios San Pablo de Lípez bei der Volkszählung 2001 betrug 0,2 Einwohner/km², der Anteil der unter 15-Jährigen an der Bevölkerung betrug 41,3 Prozent.
Der Alphabetisierungsgrad bei den über 19-Jährigen beträgt 81 Prozent, und zwar 94 Prozent bei Männern und 68 Prozent bei Frauen. Wichtigste Sprache mit einem Anteil von 87 Prozent ist Spanisch, 80 Prozent der Bevölkerung sprechen Quechua. 83 Prozent der Bevölkerung sind katholisch, 10 Prozent evangelisch.
Die Lebenserwartung der Neugeborenen liegt bei 53 Jahren. 99,5 Prozent der Bevölkerung haben keinen Zugang zu Elektrizität, 92 Prozent leben ohne sanitäre Einrichtung. (2001)

## Gliederung
Der Cantón Quetena Grande untergliedert sich in die folgenden beiden Subkantone (vicecantones):
- Vicecanton Quetena Grande – 2 Gemeinden – 161 Einwohner (Volkszählung 2001)
- Vicecantón Quetena Chico – 3 Gemeinden – 460 Einwohner